# هارون رودس
هارون رودس (بالإنجليزية: Aaron Rhodes)‏ هو ناشط حقوق الإنسان أمريكي، ولد في 1949.